# Фузайлов, Хаким Каюмович
Хаки́м Каю́мович Фуза́йлов (тадж. Ҳаким Қаюмович Фузайлов; род. 12 августа 1964, Курган-Тюбе) — советский и таджикский футболист, защитник, игрок сборной Таджикистана.

## Игрок
Начинал карьеру в курган-тюбинском «Пахтакоре». С 1986 года — в душанбинском «Памире».
В 1992 году перешёл в московский «Локомотив». В составе железнодорожников играл в ответном матче Кубка УЕФА 1993/94 против «Ювентуса» (0:1). Вместе с командой завоевал бронзовые медали чемпионата России 1994.
В 1995 году перестал попадать в состав и в середине сезона принял приглашение тульского «Арсенала», игравшего во второй лиге. Выступал за туляков два с половиной года, был капитаном команды.
По окончании сезона-1997 у Фузайлова были предложения от красноярского «Металлурга», «Дустлика» из Узбекистана и клуба второго французского дивизиона, однако он предпочёл завершить выступления.

### Матчи за сборную Таджикистана
Четыре из шести матчей за сборную Фузайлов сыграл против Узбекистана. В 1996 году он провёл свой единственный гол за национальную команду, положив начало сенсационному разгрому узбекистанцев со счётом 4:0 в отборочном турнире Кубка Азии. Однако в ответной встрече хозяева не только отыгрались, но и забили в дополнительное время золотой гол. Этот матч стал для Фузайлова последним на международном уровне.
| №  | Дата           | Город                | Соперник   | Счёт | Голы      | Мин. | Турнир                 |
| -- | -------------- | -------------------- | ---------- | ---- | --------- | ---- | ---------------------- |
| 1. | 17 июня 1992   | Душанбе, Таджикистан | Узбекистан | 2:2  |           | 67'  | Кубок Центральной Азии |
| 2  | 17 апреля 1994 | Ташкент, Узбекистан  | Узбекистан | 1:1  |           | 88'  | Кубок независимости    |
| 3  | 8 мая 1996     | Душанбе, Таджикистан | Узбекистан | 4:0  | 3′ (пен.) | 90'  | Кубок Азии             |
| 4  | 19 июня 1996   | Ташкент, Узбекистан  | Узбекистан | 0:5  |           | 95'  | Кубок Азии             |

## Тренер
Тренерскую карьеру начал в конце 1990-х, возглавлял  «ФК Бухара» и самаркандское «Динамо Самарканд».
В 2003 году возглавлял узбекский «Андижан», год спустя был назначен тренером подмосковного «Титана». В 2005 году работал в калужском «Локомотиве».
С 2005 по декабрь 2011 занимал должность тренера-селекционера в ФК «Ростов» и московском «Локомотиве».
В январе 2012 года был назначен вице-президентом ташкентского «Локомотива» по селекционным вопросам. В мае того же года вошёл в тренерский штаб, а впоследствии стал главным тренером команды. 13 февраля 2014 года был освобожден от своей должности после того, как «Локомотив» не смог пройти в следующий раунд Лиги чемпионов АФК.
В 2020 году возглавил клуб киргизской Премьер-лиги «Каганат». Летом команда досрочно прервала отношения с тренером из-за пандемии коронавирусной инфекции. В июле 2020 года специалист до конца сезона возглавил «Худжанд».
В 2021 году возглавил «Динамо Самарканд».
С 1 января 2022 года по 5 апреля 2023 года работал главным тренером «ФК Бухара».  С 6 апреля 2023 года работает в качестве тренера-консультанта «ФК Бухара».
В мае 2024 года назначен главным тренером ФК Хорезм.

## Семья
Отец, Каюм Каримович (ум. 2002) — железнодорожник, работал сначала кочегаром, потом машинистом. Мать, Хамрох Фузайлова — домохозяйка. У Фузайлова пять братьев и две сестры. Рахматулло и Хикмат Фузайловы тоже выступали за сборную Таджикистана.

## Достижения
Как игрока
- Победитель Первой лиги СССР: 1988
- Чемпион Таджикистана: 1992
- В списках 33-х лучших футболистов чемпионатов России (1): № 2 (1992)
- Бронзовый призёр чемпионата России: 1994
- Победитель Западной зоны Второй лиги: 1997

Как тренера
- Финалист Кубка Узбекистана: 2000
- Победитель Суперкубка Таджикистана: 2019